# Pusztai Árpád
Pusztai Árpád János (Budapest, 1930. szeptember 8. – Aberdeen, 2021. december 17.) biokémikus és táplálkozási szakember, 36 éven át dolgozott a skóciai Aberdeenben, a Rowett Kutatóintézetben. A növényi lektinek szakértője, 270 cikk és 3 könyv szerzője e témában. 1998-ban nyilvánosságra hozta, hogy a GMO krumplit evő patkányoknak károsodott a gyomra és immunrendszere, melynek a következménye heves kritika és munkahelyi elbocsátás lett, mivel olyan kutatási eredményekről beszélt, amelyeket sehol sem publikált korábban, és nem ellenőrizték azokat más kutatók.

## Életpályája
Pusztai (Pister) János és Ferenczy Erzsébet gyermekeként született. Középiskolai tanulmányait az Óbudai Árpád Gimnáziumban végezte; 1953-ban végzett vegyészként az Eötvös Loránd Tudományegyetemen. 1956 előtt három évig dolgozott a MTA-n, majd a forradalom után, 1956-ban először Ausztriába, onnan Angliába ment, ahol a londoni Lister Intézetben szerzett doktori fokozatot, ezután poszttoktori kutatóként dolgozott. 
1963-ban meghívták, hogy csatlakozzon az Aberdeenben található Rowett Kutatóintézet fehérjekutató osztályához. A következő 36 évet itt töltötte, főleg a növényi lektineket tanulmányozva. Ez idő alatt felfedezte a növényekben lévő glikoproteineket, több mint 270 cikket és 3 könyvet írt, és "a lektinek nemzetközileg elismert szakértője" lett. 1988-ban a Skót Királyi Akadémiától, ill. a Leverhulme Trusttól kapott ösztöndíjat. 91 éves korában hunyt el Aberdeenben, 2021. december 17-én.

## A Pusztai-ügy
1995-ben kutatásokat kezdett génmódosított burgonyákkal. Kutatócsoportja patkányokat genetikailag módosított, nyers és főtt burgonyával etetett. 1998-ban interjúban elmondta, hogy csoportja a GMO burgonyát evő patkányok beleinek és immunrendszerének károsodását észlelte. Azt is mondta: "Ha választhatnék, akkor biztosan nem enném meg", és azt mondta: "Nagyon tisztességtelennek tartom, hogy polgártársainkat tengerimalacként használjuk". 
Az interjú nagy médiavisszhangot váltott ki, és Philip James, a Rowett Intézet igazgatója, aki először támogatta Pusztait, elbocsátotta, neki és feleségének (Bardócz Zsuzsának) megtiltotta a nyilvános megszólalást. Az intézet egy jelentésben Pusztai eredményeit kritizálta, illetve az adatokat hat recenzensnek elküldte, akik szintén kritizálták a megállapításokat, többekkel egyetemben. Pusztai ezután a kutatásának anyagát és a bírálatok cáfolatát az azt kérő tudósok rendelkezésére bocsátotta. Közülük 21-en 1999 februárjában kiálltak mellette. A Royal Society szokatlan módon szintén csoportot alakított a kutatás felülvizsgálatára, és elmarasztaló vélemény jelentetett meg arról 1999 júniusában. A The Lancet tekintélyes folyóirat végül a szokásosnál több recenzens bevonásával jóváhagyta, és megjelentette az kutatásról szóló cikket 1999 októberében, amit mások viszont szintén elítéltek. Az eset következtében Pusztai visszaköltözött Magyarországra. Késöbb előadásokat tartott a kutatásairól, és a haszonnövények génmódosításában rejlő veszélyekről.
Bővebben lásd: en:Pusztai affair (angol nyelven)

## Magyarul megjelent művei
- Pusztai Árpád – Bardócz Zsuzsa: A genetikailag módosított élelmiszerek biztonsága, Kölcsey Intézet, Budapest, 2004, (Kölcsey füzetek)
- Pusztai Árpád – Bardócz Zsuzsa: A genetikailag módosított élelmiszerek biztonsága, 2. átdolgozott kiadás, Természetesen Alapítvány, Budapest, 2006

## Díjai
- 2005-ben a Nukleáris Fegyverek Elleni Ügyvédek Nemzetközi Szövetsége (IALANA) és a Német Tudósok Szövetsége (VDW)  Whistleblower-díját kapta
- 2009-ben Pusztai és felesége, Bardócz Zsuzsa professzor megkapta a Stuttgarti békedíjat (Stuttgarter Friedenspreis)

## Fordítás
Ez a szócikk részben vagy egészben  az   Árpád Pusztai című angol Wikipédia-szócikk ezen változatának fordításán alapul.  Az eredeti cikk szerkesztőit annak laptörténete sorolja fel. Ez a jelzés csupán a megfogalmazás eredetét és a szerzői jogokat jelzi, nem szolgál a cikkben szereplő információk forrásmegjelöléseként.